# ヴィシー政権によるユダヤ人並びに外来者に対する法

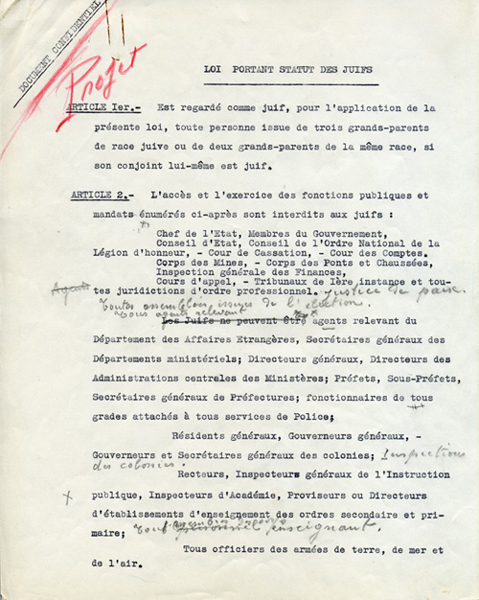
ユダヤ人規定に関する1940年10月3日法律（1頁） ペタンにより署名されている。

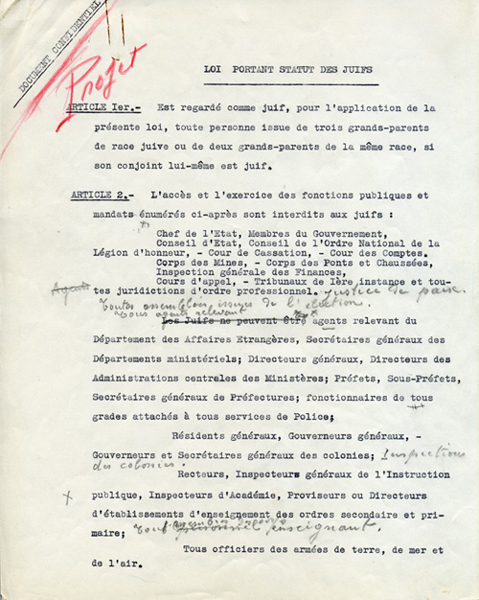
ユダヤ人規定に関する1940年10月3日法律（2頁）

この記事ではヴィシー政権下でユダヤ人及び外国人に対して制定された法律について述べる。
ヴィシー政権下の1940年10月3日、フランスのユダヤ人を差別的に取り扱う最初のユダヤ人規定（仏: statut des juifs）であるユダヤ人規定に関する1940年10月3日法律（仏: Loi du 3 octobre 1940 portant le statut des juifs）が可決された。これは例えばドランシーのような収容所にユダヤ人を集め、強制収容所や絶滅収容所にて虐殺する前段階として、ユダヤ人の社会的階級を低下させ、市民権を剥奪することがその目的だった。ユダヤ人やその子孫をある種の社会的立場から排除するこの法をヴィシー政権はナチス・ドイツから強制されることなく自発的に採択した。フィリップ・ペタン元帥の側近、アンリ・デュ・ムーラン・ド・ラ・バルテールの話によると、「ヴィシーの反ユダヤ立法の原因はドイツによるものではなかった。その法は自発的かつ自主的に立法化されたものであった。」

## 経緯
1940年7月22日、「国務次官」（sous-secrétaire d'État）ラファエル・アリベール（Raphaël Alibert）は1927年からの500,000件の帰化手続きを見直すため委員会を結成した。この結果、15,000人（そのうち40%はユダヤ人）のフランス国籍が無効となった。アリベールはユダヤ人に関する法に署名した。
これら法はナチの法や命令を真似たものであったため、それ同様残酷なものであった。またそれ故イタリアのファシストが制定した法よりも厳しいものであった。ペタンによる新政権が開始されると法による制限が実施されるようになった。まずヴィシー政権成立のわずか一月後に最初の法が施行された。
またこの、ドイツへ利敵協力を行う政権は、ユダヤ人を狩るため、フランス警察が執行するナチの政策を実行に移し、捕縛したユダヤ人をSNCFの駅舎に連行し、後程「ユダヤ人問題の最終的解決」の一環としてフランスの強制収容所に送り込まれた。
類似の制定法はその後、アルジェリア（1940年10月7日）、モロッコ（同年10月31日）、チュニジア（同年11月30日）といった当時のフランス植民地にも適用された。

## 他の社会・民族集団に対して
フリーメイソン、共産主義者などその他の社会、民族集団に対してもこの新政権は圧迫を加えた。1941年のソ連への侵攻が開始されるまで、共産主義者の取り締まりはナチの実施計画の中ではさほど高い優先度を与えられてはいなかった。

## 各種法令
アドルフ・ヒトラーは1933年1月30日にドイツの政権を握った。ペタンはその7年後、1940年6月17日フランスの権力を得た。次の表はヴィシー政権とナチス・ドイツとで、反セム主義的法の制定措置と互いに対応する法的措置の採択にかかった期間を比較したものである。また政権獲得から立法化までにかかった時間も同時に記している。
| 法的措置                           | ヴィシー政権  | ヴィシー政権 | ナチス・ドイツ | ナチス・ドイツ |
| 法的措置                           | 成立日        | 経過期間     | 成立日         | 経過期間       |
| ---------------------------------- | ------------- | ------------ | -------------- | -------------- |
| ユダヤ人の帰化取消・市民権剥奪     | 1940年7月16日 | 1か月        | 1933年7月26日  | 6か月          |
| 陸軍からのユダヤ人排除             | 1940年10月3日 | 3か月        | 1936年6月26日  | 41か月         |
| 報道機関・出版界からのユダヤ人排除 | 1940年10月3日 | 3か月        | 1933年10月4日  | 8か月          |
| 商業・産業職からのユダヤ人排除     | 1940年10月3日 | 3か月        | 1938年6月6日   | 64か月         |
| 公務員からのユダヤ人排除           | 1940年10月3日 | 3か月        | 1933年4月7日   | 2か月          |
| 企業売却・借受の許可制度化         | 1941年3月9日  | 8か月        | 1938年4月26日  | 63か月         |
| ユダヤ人学生の排除                 | 1941年6月21日 | 12か月       | 1933年4月22日  | 3か月          |
| ユダヤ人弁護士の排除               | 1941年7月16日 | 13か月       | 1933年4月4日   | 2か月          |
| 「ユダヤ的」職業の認可制度化       | 1941年7月22日 | 13か月       | 1938年6月14日  | 64か月         |
| 商業・産業からのユダヤ人の完全排除 | 1941年7月22日 | 13か月       | 1938年11月12日 | 70か月         |
| ユダヤ人資産の管財人指定           | 1941年7月22日 | 14か月       | 1938年12月3日  | 70か月         |
| ユダヤ人医師の排除                 | 1941年8月11日 | 14か月       | 1935年12月13日 | 34か月         |